# Strada statale 14 della Venezia Giulia
La strada statale 14 della Venezia Giulia (SS 14) è una strada statale italiana che collega Venezia Mestre con Pese di Grozzana.
In seguito al decreto legislativo n. 112 del 1998 dal 2001, la gestione dell'infrastruttura (tranne alcuni chilometri) in Friuli-Venezia Giulia è passata dall'ANAS alla regione stessa ed è gestita dalla società regionale Friuli-Venezia Giulia Strade. In questa regione la strada assume due diverse classificazioni: il tratto dal km 137,760 (Sistiana) al km 148,130 (Trieste) e dal km 159,000 (SR 58) al km 161,150 (bivio ad H) ha perso l'originaria denominazione di strada statale e ha assunto quella di strada regionale (SR 14); il tratto dal km 79,213 (Latisana) al km 137,760 (Sistiana), pur essendo gestito dalla regione, ha mantenuto invece la denominazione di strada statale (SS 14) poiché è un tratto di interesse nazionale.
Il rimanente tratto dal km 148,130 al km 159,000 è stato consegnato al comune di Trieste che ha provveduto alla sua declassificazione.
È classificata come SR 14 anche l'ex SS 14 bis in Veneto.

## Storia

Il tracciato della strada nel 1928

La SS 14 venne istituita nel 1928 con il seguente percorso: "Venezia (Mestre) - San Donà - Portogruaro - Cervignano - Monfalcone - Trieste - Obrovo - Mattuglie - Fiume.".
Nel 1942, in seguito all'annessione all'Italia di parte del territorio jugoslavo, la strada venne prolungata nei nuovi territori; il nuovo tracciato venne così definito: "Venezia (Mestre) - S. Donà - Portogruaro - Cervignano - Monfalcone - Trieste - Obrovo - Mattuglie - Fiume - Sussak - Mrzla Vodica - confine di Stato".
In seguito alla modifica dei confini conseguente al Trattato di Parigi del 1947, la tratta ad est di Trieste venne - per grande parte - assegnata alla Jugoslavia.
Nel 1933 venne aperta la variante tra Monfalcone e San Giovanni di Duino: in precedenza la SS 14 passava più a sud, lungo l'attuale via Timavo a Monfalcone e attraversava il canale Locovaz con un ponte che attualmente non esiste più, per collegarsi col tracciato attuale nei pressi di San Giovanni di Duino. Nel 1940 fu inaugurato il cavalcavia fra Ronchi dei Legionari e Monfalcone, in sostituzione del passaggio a livello. Nel 1954 venne inaugurato il cavalcavia di San Giuliano, nei pressi di Mestre, che collega la SS 14 alla SR 11.
Nel dopoguerra venne aperta la variante di Palazzolo dello Stella (il ponte sul fiume Stella, distrutto dai bombardamenti, fu ricostruito poco più a sud) e negli anni '60 seguirono le varianti di Muzzana del Turgnano, San Giorgio di Nogaro e Torviscosa. Negli anni '70 vennero aperti il nuovo tracciato rettilineo tra Portogruaro e San Michele al Tagliamento (in precedenza la strada passava per i centri di Fossalta di Portogruaro, Alvisopoli, Pozzi e San Giorgio al Tagliamento, seguendo il percorso delle attuali SP 92, SP 72 e SP 73) e la variante di Ca' Noghera, a 4 corsie non separate da guard rail.
Il 9 giugno 2014 viene aperta la variante di Portogruaro (SS14 var), a scorrimento veloce e senza intersezioni a raso, per evitare l'attraversamento del centro di Portogruaro.
Il 16 giugno 2020 viene aperta al traffico la variante del centro abitato di Campalto.

## Percorso

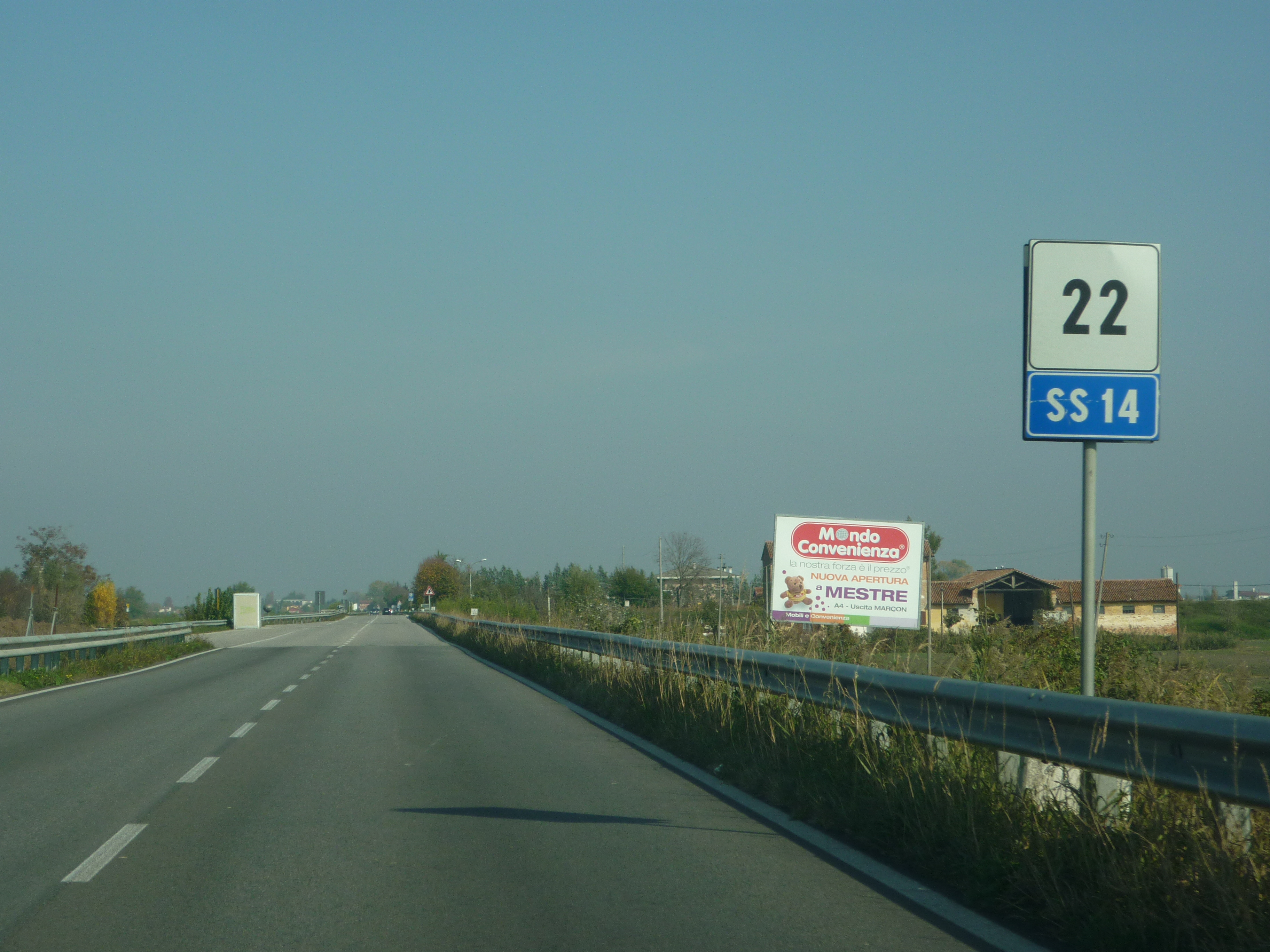
La SS 14 al km 22 in direzione San Donà di Piave

La Strada statale 14 della Venezia Giulia costituisce una delle sei grandi direttrici stradali che si irradiano dal territorio del Comune di Venezia verso l'esterno (le altre cinque sono, rispettivamente: la Strada statale 13 Pontebbana, la Strada statale 309 Romea, la Strada regionale 11 Padana Superiore, la Strada regionale 245 Castellana e la Strada provinciale 32 Miranese).
La statale 14 Inizia a Mestre (comune di Venezia) e termina nella località di Pesek (comune di San Dorligo della Valle) in provincia di Trieste, presso il confine di stato di Pesek con la Slovenia; fino alla seconda guerra mondiale essa terminava a Fiume, e nel breve periodo di occupazione italiana di parte della Jugoslavia, tra il 1942 e il 1943, fu estesa ulteriormente, fino al nuovo confine di stato oltre Mrzla Vodica. Fino alla costruzione del tratto dell'autostrada A4 tra Venezia e Trieste (aperta in fasi diverse fra il 1966 e il 1970), fu la principale arteria di collegamento fra la bassa friulana, Trieste ed il resto d'Italia.
La strada attuale parte da Mestre (loc. San Giuliano), dove si raccorda con la strada statale 11 Padana Superiore poco prima del ponte della Libertà; qualche chilometro dopo vi si immette l'ex tratto 14 bis, ora declassificato a strada regionale e riclassificato strada regionale 14 di Mestre, che la collega alla strada statale 13 Pontebbana. In origine, la strada aveva invece inizio nel centro di Mestre, da cui poi usciva in direzione di Favaro Veneto attraverso le attuali via Ca' Rossa, via San Donà e via Triestina, ricongiungendosi al tracciato attuale a Tessera, poco prima dell'entrata dell'Aeroporto Marco Polo. Attraversa quindi il Veneto orientale, toccando i centri di Musile di Piave, San Donà di Piave, Ceggia, San Stino di Livenza, Portogruaro (ora evitato da una variante, da cui si dipartono la strada statale 53 Postumia, la strada statale 251 della Val di Zoldo e Val Cellina e la strada statale 463 del Tagliamento) e San Michele al Tagliamento; da qui si dipartono le strade che raggiungono i centri turistici della costa veneziana (Jesolo, Eraclea, Caorle e Bibione). Da ricordare che la parte veneta del tracciato è comunemente e storicamente detta "Triestina", anche se questa denominazione ufficialmente spetta alla strada statale 202 Triestina.

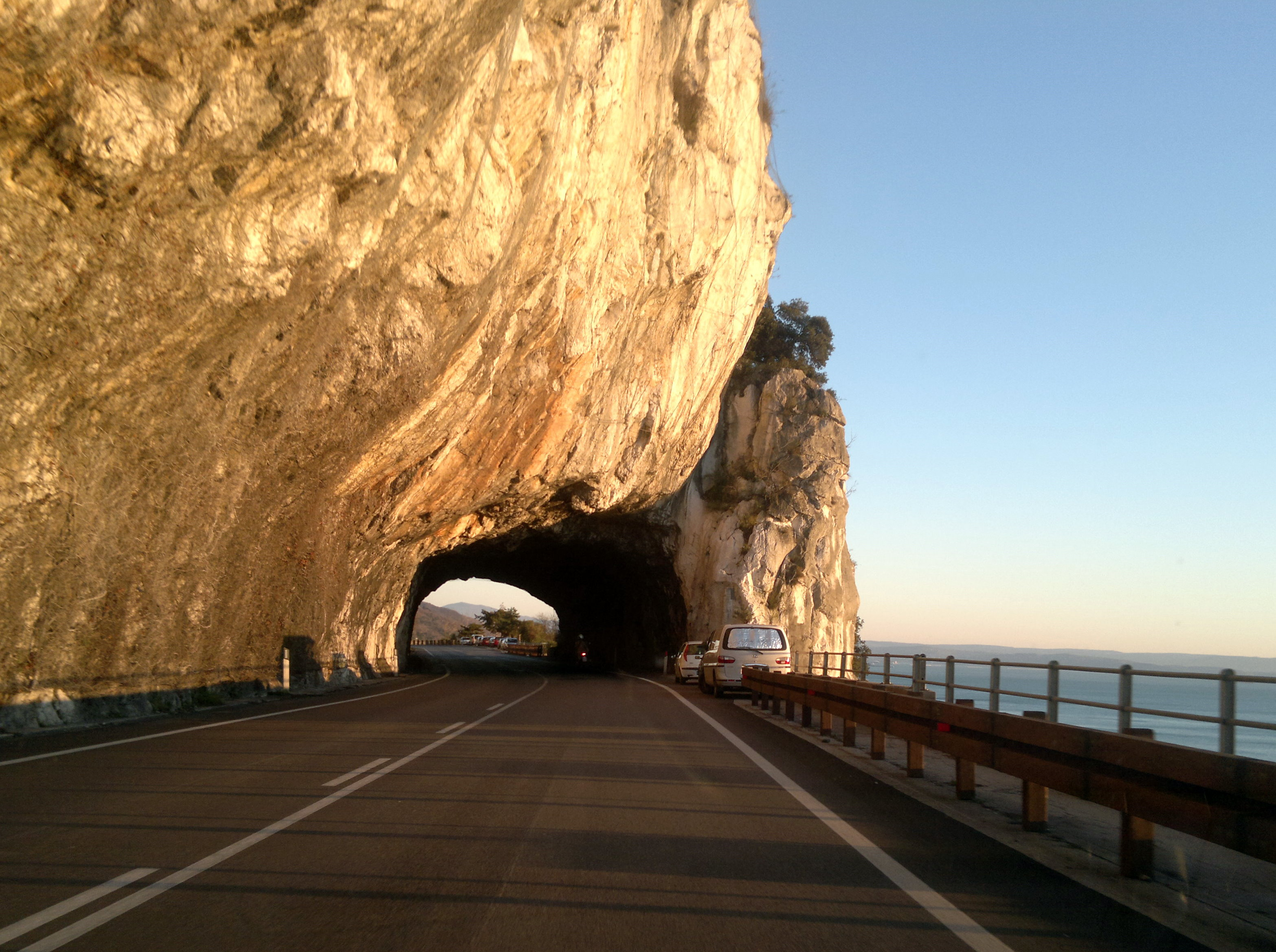
La SR 14 nei pressi di Trieste

Dopo aver superato il fiume Tagliamento la strada entra in Friuli-Venezia Giulia dove sono raggiunte Latisana (da cui si dipartono la strada regionale 354 di Lignano per Lignano Sabbiadoro e l'ex strada statale 678 di Latisana diretta al casello dell'A4), Palazzolo dello Stella, Muzzana del Turgnano (da cui si diparte la strada regionale 353 della Bassa Friulana diretta a Udine), San Giorgio di Nogaro, Torviscosa e Cervignano del Friuli. In questa località incrocia la strada regionale 352 di Grado (che collega Grado a Udine) e la strada regionale 351 di Cervignano (che collega Cervignano del Friuli a Gorizia).
Superato il fiume Isonzo la SS 14 entra in Bisiacaria. Vengono raggiunte le località di Pieris, Begliano e Ronchi dei Legionari, passando dinnanzi all'aeroporto di Trieste. Si arriva quindi a Monfalcone, dove si disparte la Strada statale 14 racc della Venezia Giulia ad est della città e, successivamente, si entra in provincia di Trieste. Dopo San Giovanni di Duino (collegamento con la strada regionale 55 dell'Isonzo) e Duino, a Sistiana dove inizia la NSA 56.
All'incrocio con la NSA 56 la strada è stata variata per permettere gli innesti della superstrada sulla Costiera triestina e la vecchia strada è stata adibita ad una corsia di un parcheggio che sovrasta la Costa dei Barbari.
Da Sistiana la strada è stata declassificata a SR 14 (strada regionale 14), diventa lungomare fino a Trieste (in tale tratto la strada viene chiamata strada Costiera). Dopo la città la strada si inerpica sul Carso collegando il centro con Basovizza ed infine con Pesek e la Slovenia.
Si diramava nel centro di Trieste, in Piazza Dalmazia la ex strada statale 15 Via Flavia che portava a Pola. Ora tale strada è stata declassificata ed i vari tronchi suddivisi tra l'attuale Slovenia e Croazia. La tratta italiana tra Aquilinia ed il valico di Rabuiese è stata classificata come SP37.
La strada è stata ufficialmente declassificata e consegnata al comune di Trieste nel tratto tra la Marinella e l'innesto tra la strada regionale 58 tra l'abitato di Trieste ed Opicina.